# IC 999
IC 999  ist eine Spiralgalaxie vom Hubble-Typ Sab mit aktivem Galaxienkern im Sternbild Bärenhüter am Nordsternhimmel. Sie ist rund 257 Millionen Lichtjahre von der Milchstraße entfernt und hat einen Durchmesser von etwa 70.000 Lichtjahren. Vom Sonnensystem aus entfernt sich die Galaxie mit einer errechneten Radialgeschwindigkeit von näherungsweise 5.700 Kilometern pro Sekunde. Gemeinsam mit IC 1000 und PGC 51208 bildet sie eine gravitativ gebundene Galaxienpaarkette.
Das Objekt wurde am 23. Juni 1892 vom französischen Astronomen Stéphane Javelle entdeckt.

## Galaktisches Umfeld
| Nr. | Galaxie                 | Alternativname            | Rek           | Dek           | Distanz/asec |
| --- | ----------------------- | ------------------------- | ------------- | ------------- | ------------ |
| →   | IC 999                  | LEDA/PGC 51189            | 14h19m32.675s | +17d52m31.10s | 0            |
| 1   | IC 1000                 | LEDA/PGC 51201            | 14h19m40.308s | +17d51m16.89s | 131.90       |
| 2   | LEDA/PGC 1545964        | NSA 121508                | 14h19m21.333s | +17d56m40.73s | 297.56       |
| 3   | LEDA/PGC 51208          | UGC 9171                  | 14h19m51.63s  | +17d50m12.5s  | 303.69       |
| 4   | LEDA/PGC 1545973        | WISEA J141946.58+175641.6 | 14h19m46.596s | +17d56m41.36s | 319.61       |
| 5   | LEDA/PGC 1545405        | 2MASX J14195673+1755264   | 14h19m56.710s | +17d55m26.49s | 385.36       |
| 6   | LEDA/PGC 1547017        | 2MASX J14193398+1759038   | 14h19m33.985s | +17d59m04.55s | 393.94       |
| 7   | LEDA/PGC 1545018        | 2MASX J14195967+1754324   | 14h19m59.624s | +17d54m32.37s | 403.45       |
| 8   | LEDA/PGC 1545639        | 2MASX J14195841+1755584   | 14h19m58.393s | +17d55m58.64s | 421.70       |
| 9   | LEDA/PGC 1544816        | 2MASX J14190281+1754034   | 14h19m02.802s | +17d54m03.73s | 436.40       |
| 10  | 2MASX J14195597+1759031 | WISEA J141955.96+175902.8 | 14h19m55.951s | +17d59m02.72s | 513.60       |
| 11  | LEDA/PGC 1547326        | 2MASX J14190778+1759434   | 14h19m07.807s | +17d59m44.10s | 559.87       |
| 12  | LEDA/PGC 1539799        | WISEA J141930.30+174302.0 | 14h19m30.313s | +17d43m01.92s | 570.15       |
| 13  | LEDA/PGC 51145          | NSA 121506                | 14h19m04.458s | +17d45m03.14s | 602.52       |
| 14  | LEDA/PGC 1542987        | NSA 121513                | 14h20m23.864s | +17d50m03.14s | 746.27       |
| 15  | LEDA/PGC 1542717        | 2MASX J14184049+1749297   | 14h18m40.498s | +17d49m30.49s | 766.56       |